# Gabriele Günz
Gabriele Günz (República Democrática Alemana, 8 de septiembre de 1961) es una atleta alemana retirada especializada en la prueba de salto de altura, en la que consiguió ser subcampeona europea en pista cubierta en 1986.

## Carrera deportiva
En el Campeonato Europeo de Atletismo en Pista Cubierta de 1986 ganó la medalla de plata en el salto de altura, con un salto por encima de 1.94 metros, tras su compatriota la también alemana Andrea Bienias (oro con 1.97 metros) y por delante de la soviética Larisa Kositsyna.